# اگسهایم
اگسهایم (به آلمانی: Egesheim) یک شهر در آلمان است که در تاتلینگن واقع شده‌است. اگسهایم ۶۳۷ نفر جمعیت دارد.